# Чаликян, Акоп Тигранович
Акоп Тигранович Чаликян (1920, Бурса, Хюдавендигар — 2003, Ереван) — советский футболист, нападающий.

## Биография
Акоп Чаликян родился в 1920 году в османском городе Бурса (сейчас в Турции).
Играл в футбол на позиции нападающего. В 1939—1940 годах выступал во второй группе чемпионата СССР за ереванский «Спартак», провёл 41 матч, забил 13 мячей.
Участвовал в Великой Отечественной войне.
В 1946 году возобновил карьеру во второй группе в ереванском «Динамо», по ходу сезона выступал и в ереванском «Спартаке». В 1947—1952 годах играл за «Динамо», в том числе числе в 1949—1950 годах — в первой группе, где провёл 46 матчей, забил 12 мячей. Всего за этот период он забил в чемпионате СССР 27 голов.
В 1953—2003 годах работал тренером ереванской РСДЮШОР.
Умер в 2003 году в Ереване.
Награждён орденом Славы 3-й степени (21 марта 1945), медалями «За отвагу» (15 августа 1944), «За боевые заслуги».